# Osnovna šola Cerkvenjak
Osnovna šola Cerkvenjak je osrednja izobraževalna ustanova v Občini Cerkvenjak. 
Obsega osnovno šolo, ki od šolskega leta 2000/01 dalje izvaja program devetletke, leta 1999 je bil v skladu z delitvenim sporazumum osnovni šoli priključen tudi vrtec. Leta 2002 se je priklučija osnovna šola Vitomarci in postala podružnica te šole s skupnim imenom Osnovna šola Cerkvenjak-Vitomarci 

## Zgodovina
Prvi učitelji v Cerkvenjaku so bili organisti ali cerkovniki, ki so jih župniki spodbujali k poučevanju pisanja in branja. Imenovali so se ludimagistri. Prvi med njimi se omenja Matjaš Osešek, naslednji ludimagister je bil Andrej Pukl, ki je služboval v Cerkvenjaku v letih 1689 do 1698. V letih 1698 do 1700 se omenja Matej Osešek,nato pa si sledijo Štefan Divader, Andrej Rošker, Jernej Gonfsee, in znova že omenjeni Andrej Pukl. Najdlje je to službo opravljal Matija Šebeder, ki je bil 38 let tako imenovani Schulmeister pri Sv. Antonu.
Po zapiskih cerkvenjaških kronistov je bila tukajšnja šola ustanovljena leta 1722. Prvi učitelji so poučevali v takratni mežnariji ali pa kar v svojih sobah. V časih Matije Šebedra so dobili prvo učilnico ki pa je leta 1808 propadla, ker je nihče ni vzdrževal. Prvo šolsko poslopje so zgradili leta 1813. V zgradbi so bili zraven učilnic tudi prostori za učitelja.Proti koncu 19. st. je postala šola pretesna in so leta 1861 začeli graditi novo večjo šolo ki sta jo gradila posestnika Jakob Zorko in Franc Satler iz Čagone, zgradba je bila celotno dokončana jeseni leta 1866 ko se je v njej začel pouk.

## Vir
- Bernard Rajh; Marjan Toš, ur. (2001). Podoba kraja Občine Cerkvenjak. Slovenskogoriški forum. COBISS 45861121. ISBN 961-90917-0-1.